# Некрасово (Уфа)
Некрасово — посёлок в Ленинском районе Уфы, в жилмассиве Затон.
Почтовый индекс — 450017
Находится у озера Берёзовое. Рядом расположен ликвидированный в 2010 году аэродром Забельский.
Территория вокруг Некрасово активно застраивается в 2000-е годы, фактически сливаясь в один жилмассив, включающий посёлок летчиков Китайка, новый коттеджный посёлок Забельский, посёлок 8 Марта, микрорайон (ранее — посёлок) Кооперативный.
Этому способствует транспортная доступность (рядом проходит трасса М7 )

## Улицы
- 1-й кв-л
- 10-й кв-л
- 11-й кв-л
- 12-й кв-л
- 13-й кв-л
- 14-й кв-л
- 15-й кв-л
- 16-й кв-л
- 17-й кв-л
- 18-й кв-л
- 19-й кв-л
- 2-й кв-л
- 20-й кв-л
- 21-й кв-л
- 22-й кв-л
- 23-й кв-л
- 24-й кв-л
- 25-й кв-л
- 3-й кв-л
- 4-й кв-л
- 5-й кв-л
- 6-й кв-л
- 7-й кв-л
- 8-й кв-л
- 9-й кв-л
- ул. Аграрная
- ул. Агрономическая
- ул. Молодёжная